# Agrothereutes lophyri
Agrothereutes lophyri là một loài tò vò trong họ Ichneumonidae.